# 高田真希 (籃球運動員)
高田真希（日语：／ Takada Maki，1989年8月23日—），日本女子籃球運動員，效力於電裝鳶尾花，主要位置為中鋒。

## 經歷
- 豐橋市立津田小學校（日语：豊橋市立津田小学校） - 豐橋市立北部中學校（日语：豊橋市立北部中学校） - 櫻花學園高等學校（日语：桜花学園高等学校） - 電裝鳶尾花（日语：デンソーアイリス）（2008年－）

## 日本代表經歷
- 2009年亞洲女子籃球錦標賽
- 2009年東亞運動會
- 2010年世界女子籃球錦標賽
- 2010年亞洲運動會
- 2011年亞洲女子籃球錦標賽
- 2014年世界女子籃球錦標賽
- 2015年亞洲女子籃球錦標賽[1]
- 2016年夏季奧林匹克運動會
- 2017年亞洲盃女子籃球賽
- 2018年女子世界盃籃球賽
- 2019年亞洲盃女子籃球賽
- 2020年夏季奧林匹克運動會

## 外部連結
- 髙田真希 - デンソー女子バスケットボール部 （日語）
- 高田真希 - WJBL （页面存档备份，存于） （日語）
- 高田真希的X（前Twitter）